# Brťov-Jeneč
Brťov-Jeneč é uma comuna checa localizada na região de Morávia do Sul, distrito de Blansko.